# Mahátma Gándhí
Mahátma Gándhí, celým jménem Móhandás Karamčand Gándhí (v dévanágarí मोहनदास करमचन्द गांधी; 2. října 1869, Pórbandar, Kathiawar Agency, Britská Indie – 30. ledna 1948, Nové Dillí, Indie), byl jeden z největších politických a duchovních vůdců Indie a indického hnutí za nezávislost. Prosazoval filosofii aktivního, ale nenásilného odporu satjágraha (v sanskrtu setrvání v pravdě či uchopení pravdy), založeného na jogínském principu ahimsá (nenásilnost), který nakonec dovedl Indii k vyhlášení nezávislosti 15. srpna 1947. Gándhí je znám ve světě pod přízviskem mahátma (महात्मा), „Velký duch“, které mu dal indický básník Rabíndranáth Thákur a v Indii také pod přízviskem bápú, „otec“. V Indii se neformálně nazývá „Otec národa“ a 2. říjen, den jeho narozenin, je každoročně vzpomínán jako Gándhí džajanti (Oslava Gándhího). 15. května 2007 přijala Organizace spojených národů rezoluci, která prohlašuje 2. říjen za „Mezinárodní den nenásilí“.

## Život

### Dětství a škola

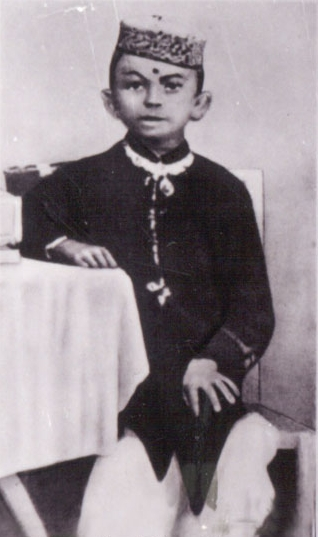
Sedmiletý Gándhí v roce 1876.

Gándhí se narodil jako občan anglické kolonie a z původně loajálního občana Britského impéria se postupně stal vůdcem indického boje za nezávislost.
Narodil se v Pórbandaru, malém přístavu v dnešním Gudžarátu, jako čtvrtý syn obchodníka z poměrně vysoké kasty banijá. Jeho otec, Karamčand Gándhí, stejně jako jeho děd, už nepracoval jako obchodník, nýbrž byl v Pórbandaru dívánem (ministerským předsedou) a pracoval tedy ve státní správě. V rodinném domě žilo i pět otcových bratří s rodinami. Gándhiové se hlásili k višnuismu, což je spíše monoteistická forma hinduismu, která zdůrazňuje modlitbu a zbožnost. Do domu však přicházeli i věřící jiných forem hinduismu, stejně jako muslimové, pársové a přívrženci džainismu. Toto staré náboženství bylo v Gudžarátu velmi rozšířeno a trvalo na přísném nenásilí (ahinsá) a na spojení duše a těla. Matka Putlíbáí byla v domácnosti, byla velmi zbožná a měla na Gándhího veliký vliv.
Roku 1876 se rodina přestěhovala do města Rádžkót, politického střediska státu Gudžarát, kde byl otec smírčím soudcem a mediátorem. Gándhí zde navštěvoval základní školu a učil se chápat, co je to vyjednávání. Starší muslimský přítel ho prý přemluvil, aby ochutnal kozí maso, což višnuisté pokládají za těžký hřích. Zkoušel také víno a cigarety a bral rodičům peníze, za což se pak velice styděl a uvažoval i o sebevraždě. Nakonec všechno napsal otci, který roku 1885 zemřel na následky nehody. Už v sedmi letech ho rodina zasnoubila s Kasturbou Maktahi ze stejné kasty a v roce 1882 se oba vzali. První jejich dítě brzy zemřelo, následovali ještě čtyři synové.
Roku 1887 složil Gándhí s velkým úspěchem maturitu a chtěl studovat medicínu, což mu ale kastovní předpisy nedovolovaly. Matka i nejstarší bratr jako hlava rodu mu rozmlouvali záměr studovat v Anglii, po semestru na koleji v Bhavanagaru však svůj záměr prosadil. Protože byl ve své kastě první, muselo se k cestě vyjádřit i kastovní shromáždění. Ačkoli složil slib, že zůstane hinduistou a nepodlehne svodům západního světa, shromáždění mu cestu neschválilo a z kasty ho vyloučilo. Žil tedy nadále mimo kasty, což bylo spojeno s různými nesnázemi.

### Studium v Anglii
Vydal se do Anglie, která byla v průmyslovém a sociálním rozmachu. Nastoupil na právnickou školu Inner Temple v Londýně a snažil se západní společnost důkladně poznat. Zprvu velice strádal. Bydlel u rodiny, která od něj požadovala příliš vysokou činži, ale zejména jej coby vegetariána krmila mdlou vegetariánskou stravou, kterou nemohl ani pozřít. Často tak trpěl hladem, než našel jednu z mála londýnských vegetariánských restaurací. V té době již měl děti a snažil se je vychovávat reformním způsobem. Měl děti velice rád, ale jeho výchova byla tvrdá. Učil je tělocviku, otužování i životosprávě, která byla v té době u Indů značně zanedbaná.
Důkladně se zabýval různými náboženstvími a velký dojem na něho udělala evangelia, zejména Ježíšova "Horská řeč". Četl také Korán, ale hlavně základní hinduistický text, Bhagavadgíta, který přeložil do gudžarátského jazyka a čítal pak denně po celý život. Seznámil se také se západními směry, jako je liberalismus, ateismus, pacifismus nebo socialismus a setkal se i s teosofií. Roku 1891 složil advokátské zkoušky a mohl tedy působit jako advokát kdekoli, kde platilo britské právo.
Po návratu do Indie se dozvěděl, že matka mezitím zemřela. Rodina ho poslala do jihoafrické Pretorie, kde měl pomoci spřátelenému indickému kupci vymáhat dlužné pohledávky. I když šlo o velikou částku, Gándhímu se podařilo zprostředkovat mimosoudní dohodu. Zároveň se však setkal s rasovou diskriminací, kterou dlouho nechápal a pak ostře odmítal.

### Afrika

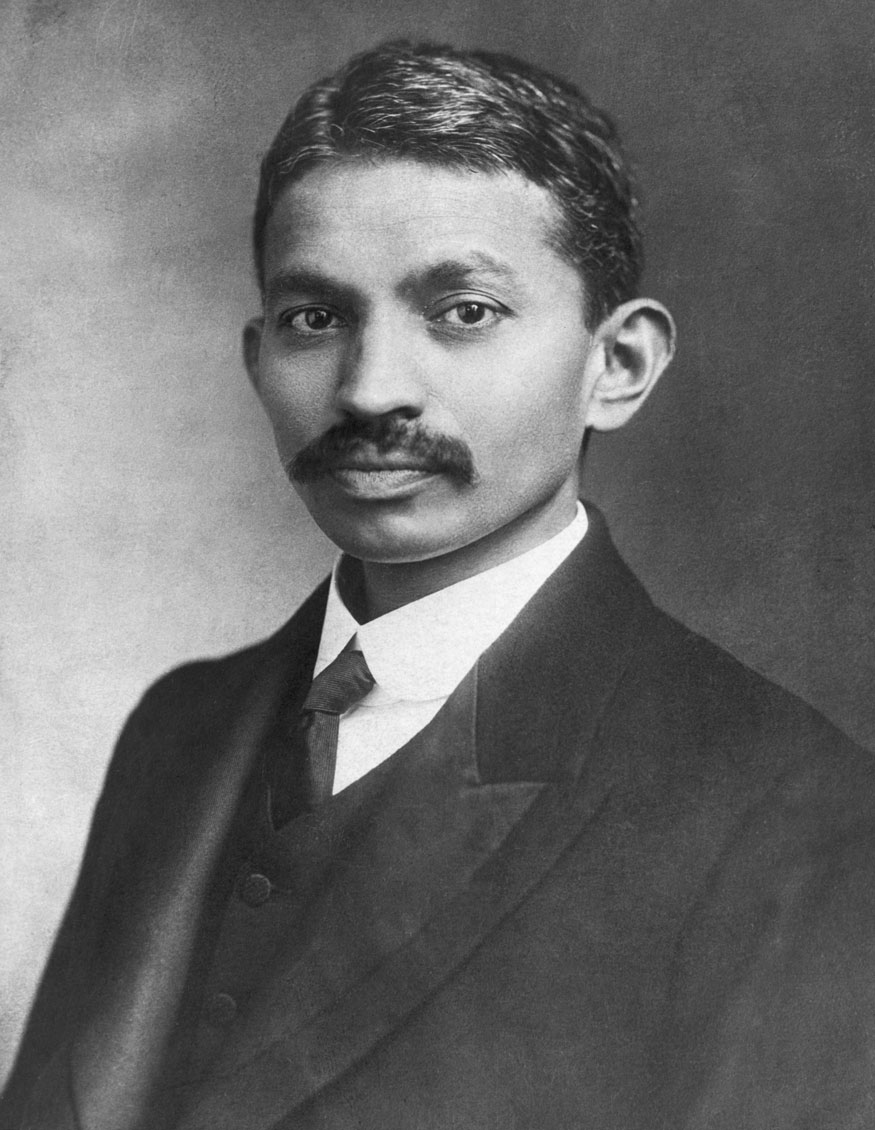
Gándhí v Jižní Africe v roce 1906

V té době v Africe fungovalo tzv. smluvní dělnictvo z Indie (dělníci z Indie přijeli na pět let jako smluvní dělníci a po jejich odpracování se stali svobodnými občany Jihoafrického státu). Svobodní Indové se však stali předmětem rasové diskriminace. Museli například platit daň z hlavy a neměli volební právo. Hned po příjezdu se Gándhí stal středem pozornosti, když ostře vystupoval proti zákazu nošení turbanů v soudní síni. Psal do novin a stál si tvrdě za svým. V roce 1894 spoluzaložil Natalský indický kongres a jako jeho tajemník se angažoval v boji proti rasismu. Na druhou stranu, vymezoval se jen proti útlaku Indů a zpočátku sdílel rasové předsudky ohledně jiných etnik. To dokládá též následující citát: "Negři a čínští vězňové jsou divocí vrahové a jsou velmi amorální. Negři jsou, což lze vztáhnout na všechny, necivilizovaní a obvinění jsou ještě horší. Jsou problematičtí, velmi špinaví a žijí skoro jako zvířata." Časem však své prvotní dojmy podrobil reflexi a později coby vůdce indického hnutí za nezávislost vystupoval jako odpůrce všeho rasismu. Na druhou stranu lze jeho vztah k domorodým Afričanům až do konce pobytu v Jižní Africe a částečně i po tom označit jako kolísavý.

### Návrat do Indie a zase zpět
Vrátil se roku 1896 a začal upozorňovat na poměry Indů v Jižní Africe. Jeho články vydaly téměř všechny časopisy a zpráva se rozletěla celou zemí. Vzápětí dostal kabelovou zprávu z Natalu v Africe vyzývající ho k neprodlenému návratu. Vyrazil tam s celou svou rodinou parníkem. V ten okamžik všechno začalo. Gándhího reference o zacházení s Indy v Africe měly velký ohlas a jejich zkomolením se stal Gándhí nepřítelem vlády i Indů v Africe, kteří očekávali ještě horší zacházení. Dva parníky z Indie byly považovány úřady za invazi do Natalu. Bylo jim zakázáno přistát pod záminkou dýmějového moru, který v Indii tou dobou vypukl. Po karanténní době, kdy bylo dokázáno, že s sebou nemoc nevezou, začaly úřady jednat zoufale. Vyhrožovaly Indům svržením do moře, pokud vystoupí na pobřeží. Ti se nezalekli a rozhodli se přistát. Ze zákona na to měli právo a výhrůžky se neuskutečnily. Pod ochranou přítele se k večeru vylodil i Gándhí. Ale brzy byl poznán a pronásledován rozzuřeným davem, který jej dostihl a zmlátil takřka do bezvědomí. Zachránila jej stará známá paní Alexandrová, kterou se dav neodvážil napadnout. Útočiště nalezl u přítele Rustomdži Šetha. Leč dům byl obklíčen Evropany a lůzou. Vyhrožovali podpálit dům, pokud Šetha Gándhího nevydá. Za pomoci lsti a policie se nakonec dostal do bezpečí policejní stanice. Hned napsal nový článek do místních novin, kde uvedl zkomolené informace na pravou míru. Mnozí uznali svůj omyl a vše se nakonec i za podpory anglického velvyslanectví obrátilo v dobré.

### Búrské války

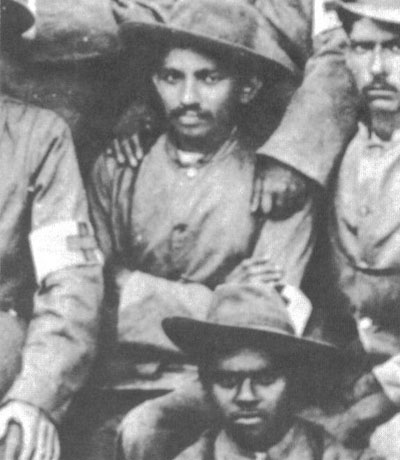
Gándhí během Búrské války v letech 1899–1900

Búrské války vypukly v roce 1899. Indové v Africe pod vedením Gándhího se po důkladném uvážení rozhodli, jakožto občané Britského impéria, všemi prostředky ve válce s Búry pomoci Anglii. Gándhí doufal, že tím dokáže, že křivdy ze strany Británie jsou neoprávněné. Jejich nabídka pomoci byla oceněna a přijata a po dobu války byli Indové uznáváni, ale tato pomoc byla vysloveně zbytečná. Nic v chování Angličanů se nezměnilo. Většina výpomoci spočívala v ambulantních službách, ale ke konci se i dobrovolníci přidali k záložním plukům. Proč se Gándhí, vyznavač nenásilí, rozhodl angažovat ve válce, si vysvětlíme později. Jak pravil: „Kdybych byl postaven před rozhodnutí mezi zbabělostí a násilím, zvolil bych násilí.“[zdroj⁠?!]

### Černý mor aIndické mínění
Gándhí se po válce usadil v Johannesburgu, kde pokračoval ve své právnické praxi. V roce 1904 začal vydávat časopis Indian Opinion („Indický názor“). To jej obohacovalo a dávalo mu možnost získat zkušenosti. V té době přirovnával situaci Indů v Africe k Židům v Evropě. Nedotknutelní kulíové žili v osadách podobných ghettům. Úřady vůbec nepřispívaly ke správě a podpoře těchto čtvrtí, které byly plné špíny a odpadu. Vypukl černý mor, jeho zdroj sice nebyl v kulíjských ghettech, ale rychle se zde uchytil kvůli špatné hygieně. Gándhí se rozhodl pomoci všemi prostředky. Díky němu a spolupracovníkům se černý mor nadále nešířil, ale obětí bylo mnoho. Po tomto incidentu se Gándhí domluvil se svým dávným přítelem Westem na vydávání svého časopisu také v Durbanu, jelikož West vlastnil tiskárnu. Gándhí založil r. 1904 v Phoenixu osadu určenou jen svým přívržencům. Tato myšlenka vzešla z Ruskinovy filosofie, kterou velice obdivoval a která změnila jeho život. Svému časopisu pak věnoval veškerou energii, i když se potýkal s nemalými problémy. V osadě ve Phoenixu se Indický názor tiskne dodnes.

### Povstání Zuluů a nemoc manželky
V únoru 1906 zabili Zuluové dva policisty, kvůli nově zavedené dani z hlavy. Gándhí se opět postavil na stranu Británie se stejnou nadějí jako v Búrských válkách. Nabídka byla opět přijata. Pomáhal oběma stranám, neboť byl opět vůdcem ambulantní čety. Často nosili raněné i několik desítek mil pěšky, zachránili mnoho životů a načerpali mnoho zkušeností. Pomoc Anglii opět nepřinesla žádnou změnu. V těch dnech si uvědomil, že jeho smyslem je sloužit Bohu. Odřekl si pozemské požitky a složil slib doživotní brahmačarji. Začíná se u něho formovat pojem satjágrahy čili trvání na pravdě, kterým chtěl nahradit pojem pasivního odporu. Gándhí totiž odsuzoval doktrínu meče a krve, hlásaje že jediná síla je v nenásilí, ale jen v takovém, které možnost násilí samo odmítlo, ne v takovém, které násilí vykonávat nemůže. Gándhí působil v té době v Johannesburgu a jeho žena v Durbanu těžce onemocněla. Jeho postoj a víra se projevily ve slovech: „Nedovolil bych nikdy, abyste mé ženě dávali maso, i kdyby jí šlo o život, leč by si ho ovšem sama přála.“ Ta samozřejmě maso odmítla z lásky ke svému muži a Gándhi ji odvedl z léčby u lékaře, který považoval maso za nezbytné k jejímu uzdravení. Jak Gándhi pravil: „Bral jsem na sebe opravdu velkou zodpovědnost, ale důvěřoval jsem v Boha.“ Manželka Kasturba se však po dlouhém utrpení skutečně začala uzdravovat.

### Gándhí učitelem a manželem

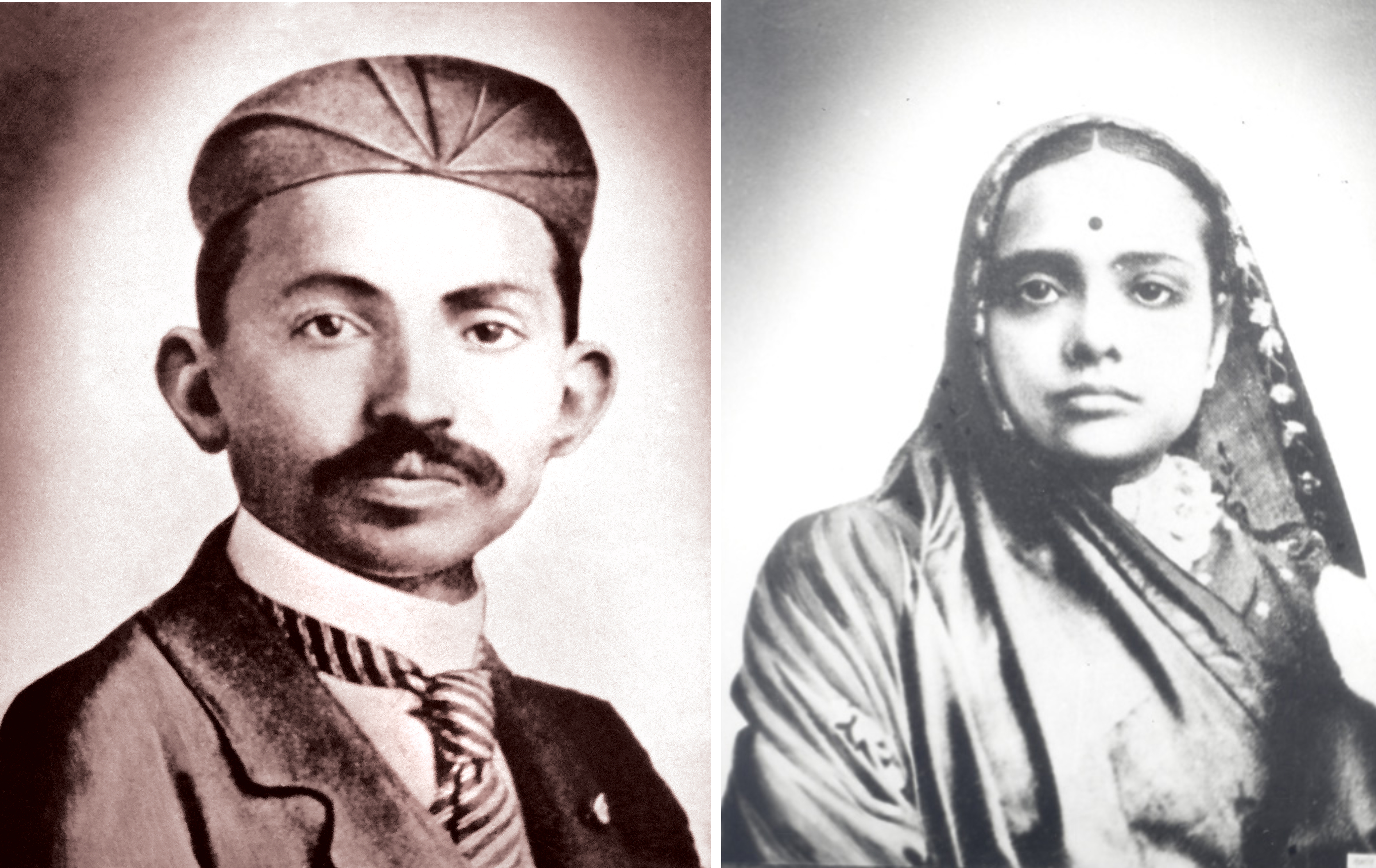
Gándhí a jeho žena (rok 1902)

Gándhí začal učit mladé hochy na farmě poblíž Johanesburgu. Sám se od nich zpětně mnohému přiučil. Vyvinul teorii trestání sama sebe za hříchy svých svěřenců. Kromě hochů se však snažil Gándhí učit i lidi kolem sebe, včetně své ženy. Jak sám říká: „Byl jsem tehdy krutě milující manžel, a maje se za jejího učitele, trýznil jsem ji ze samé slepé lásky k ní.“ Sám však kdysi prohlásil že: „Kdo se snaží druhého napravovati, nesmí s ním během té doby žít v důvěrném vztahu.“ V tom vidíme jistý rozpor. Jejich manželství bylo napjaté a často se hádali. Poté, co se Gándhí oddal brahmačarji však přestal svou ženu trýznit a jejich manželství se stalo symbolem pokory.

### První satjágraha v Natalu a utrpení hrdinů
Skutečně první satjágraha proběhla roku 1908 a byla proti potupné registraci Indů. Gándhí byl tehdy poprvé uvězněn, což vyvolalo odvahu v krvi Indů. Tento první pokus však nebyl dobře zorganizován a satjágrahja pozbyla významu. Až 14. března 1913, kdy se svobodným Indům zvýšila daň na hlavu a kdy vláda naprosto nečekaně zrušila platnost veškerých sňatků, které nebyly uzavřeny podle křesťanského rituálu, vypukla pravá satjágraha. Prvním krokem bylo, že nyní svobodné ženy usilovaly o to, aby byly zavřeny se svými manželi do vězení. Gándhí se rozhodl podstoupit „oběť“. Citujme: „Mou myšlenkou bylo poslat všechny své přátele z osady do vězení. To byl vrchol oběti, která mi zbývala za těchto okolností.“ Všichni jako vždy souhlasili, včetně jeho vlastní ženy. Ta se však musela přihlásit sama, neboť dle Gándhího slov: „Byl bych až příliš rád, kdybys šla do vězení, ale nesmělo by to vypadat, jako bys šla na mé naléhání!“ Nakonec se zatčení povedlo. Z našeho pohledu se tento čin i Gándhího chování zdají být šílenými a špatnými, ale právě toto byla jeho filosofie o níž až později. Svobodní Indové byli zatčením pobouřeni nejen v Africe, ale i ve vlasti. Vězňové a zejména ženy prokázali velkou odvahu a lásku k Indii.
K povstání se brzy přidali i horníci z Newcastlu. Satjágraha se stala symbolem utrpení, odříkání a obětí. Všichni slepě táhli za Gándhím a čím víc trpěli, tím byli spokojenější. Členů hnutí stále přibývalo. Gándhí posílal do vězení i horníky, podobně jako družinu z Phoenixu. Nakonec byl zatčen i sám Gándhí. Byl poslán do vězení v Bloemfonteinu. Zde byl značně osamocen, leč rozhodl se toho využít ke studiu. Gándhího zatčení vzbudilo v řadách stávkujících ještě větší podnícení. Vláda vymyslela způsob, jak obnovit práci v dolech a při tom nepřistoupit na snížení daně. Učinila z dolů vězeňská pracoviště a z bývalých dělníků se stali otroci. Ti přes bití a utrpení odmítali pracovat. Zprávy o zacházení s nimi se dostaly do celé jižní Afriky i Indie. Anglická vláda zahájila politiku železa a krve – bránila násilím ve stávkách, žaláře byly přeplněné a ani policie nenahnala stávkujícím strach. Hnutí se chýlilo ke konci. Gándhí byl propuštěn a revoluce mířila k vrcholu. V roce 1914 vláda vyhověla požadavkům Indů, zrušila tříliberní daň z hlavy, schválila platnost sňatků a volný pohyb Indů.

### Gándhí filosofem, lékařem a reformátorem
Gándhí se společníky odjel vyjednávat do Southamptonu, ale v té době vypukla první světová válka. Stejně jako tolikrát předtím chtěl Gándhí zlepšit postavení Indů přímo v Anglii tím, že se studenti a Indičtí přistěhovalci budou podílet na válečné podpoře Británie. Tentokrát s Gándhím nesouhlasili zdaleka všichni. Naopak, chtěli využít situace a přinutit vládu k okamžitému zlepšení situace Indů pod příslibem pomoci. Gándhí si však stál na svém. Tak tedy Indové opět pomáhali svému uzurpátorovi a Gándhí byl v očích Anglie po tuto dobu hrdinou. Věnoval se zde také hojně filosofii, neboť setrvával v Anglii. Studoval, hledal a pozoroval. Jeho filosofie je filosofií činu, neboť ze života vychází a do života se také vrací. Nevynašel nic nového, ale oprášil to staré a uvedl to v život – zejména myšlenky o etice. Hlavní sílu náboženskou i filozofickou čerpal po celý život z Bhagavad-Gíty, inspiroval se ale i Biblí a Koránem a také esejí "Občanská neposlušnost" (Civil Disobedience) od H. D. Thoreaua. Za jedinou a nejmocnější považoval vždy Pravdu. Říká dokonce, že pravda je jediným Bohem a že vše, co je nepravda, zároveň neexistuje. Bůh je podle něj v každém atomu kolem nás i v nás (blízkost zenové filosofie). Vždy upřednostňoval význam praxe před teorií. Hlavní jeho myšlenkou je nenásilnost a neochvějná láska ke všemu a všem. Snažil se, aby vše na světě bylo rovnocenné a dokonce v jistém ohledu souhlasil s myšlenkou komunismu. Na druhé straně odsuzoval civilizaci, která odsunuje duchovní svět a vyzývá sám k prostotě. Gándhí považuje věk civilizace za věk temnoty, věk satana. Není náboženský, je plný drog a zvěrstev. Třídy se stále více diferencují a vzdalují – bohatý bude ještě bohatší a chudý chudší, ne naopak. Trpělivý člověk se podle něho dočká chvíle, kdy se civilizace sama zničí. Byl zásadně proti strojům a velkým městům. Ideálem jeho myšlení byla venkovská zemědělská společnost.
Avšak tyto ideály se postupem času nesnažil realizovat, protože si uvědomoval, že návrat do minulosti není možný. Dále často kladl zřetel na protiklady, kterými dokazoval svou pravdu. Při svých reformách se často setkal s prvotní nechutí občanů, ale věděl, že on sám jakožto reformátor musí být trpělivý, nikoli lid. To byla další Gándhího silná stránka – trpělivost. Díky své filosofii absolutní lásky mu bylo krajně blízké lékařství. V té oblasti získal velké zkušenosti právě za první světové války. Často se vystavoval i nákaze a tato obětavost prospěla jeho reputaci.
V devadesátých letech 19. století byly důsledky anglické vlády v Indii nejpatrnější. Bylo narušeno zemědělství a propukla chudoba a hladomor. Během pětadvaceti let zemřelo na 15 miliónů Indů. Angličané z Indie sáli bohatství víc a víc. Vrcholem byl rok 1905, kdy Británie rozdělila Bengálsko na muslimskou a hinduistickou část. V té době, počátkem 20. století, Indie ožila. Začala si uvědomovat svou velikost a rodil se zárodek svobodné Indie. Do tohoto světa vstupuje Gándhí roku 1914, kdy musel Anglii opustit kvůli vážné nemoci.

### Doma
V Indii pokračoval ve své činnosti. Tuto dobu považoval za nejkrásnější dobu svého života. V domovině se setkal s velkou podporou a úctou. Otázka satjágrahy v Indii však neměla být ukvapená – na radu svého přítele G. K. Gókhalého Gándhí slíbil nejprve jeden rok studovat indickou politickou scénu, než cokoli podnikne. Stal se neoficiálním členem Společnosti (politická strana). Z Gándhího se v Indii stává daršan (světec). Lidé ho vyhledávali pro radu i útěchu. Účastnil se také posvátné pouti Kumbh mélá. Ta jej naplnila odporem – lidé podle něj zbytečně trpěli a setkal se zde s obchodováním s vírou, což jím hluboce otřáslo. Víc než kdy jindy se postil. Podobně jako v Africe Phoenix, založil i zde osadu poblíž Ahmadábádu. Začíná se formovat nová příležitost k satjagraze. Protest se měl týkat vystěhovalectví z Indie, avšak satjágrahy nebylo zapotřebí. Smluvní vystěhovalectví bylo zrušeno.
V roce 1916 požádal Gándhího o pomoc Rádžkumár Šukla z Čamparanu. Pěstitelé v této oblasti velice strádali pod systémem thinkhaitia. Když se tam vydal celou záležitost vyšetřit, setkal se s nepřátelstvím a začal ihned počítat s uvězněním. Ač byl Čamparan odříznut od světa a Gándhího tam příliš v té době neznali, lid si jej okamžitě oblíbil. A jak on sám tvrdí: „Stanul jsem tváří v tvář Bohu, pravdě a ahinse.“ Proti Gándhímu stáli teď už jen majitelé plantáží. I vláda musela nakonec uznat zákonnost jeho jednání. S přáteli opět vytvořil komunitu a začal vyslýchat sedláky. Sezval kontingent učitelů a přátel, aby dal sedlákům potřebné vzdělání. Také začal s výchovou zdravotnickou a hygienickou. Majitelé plantáží prováděli možné i nemožné, aby Gándhího vyšetřování zmařili. Systém thinkhaitia byl nakonec skutečně díky Gándhího neústupnosti zrušen.
V té době vedl ještě jeden boj, který zpočátku vypadal nenápadně. Bojoval proti masovému vývozu bavlny a nákupu oděvů z Anglie a Japonska. Začal oživovat indické řemeslné tkalcovství. Tomuto problému věnoval dvacet let života. Postupně ztrácel přívržence, neboť ruční výroba bavlny byla z ekonomického hlediska nevýhodná a pouhá myšlenka duchovní očisty nedostatečná. Gándhí pohořel. Byla to jeho největší porážka, neboť on i jeho společníci do tohoto hnutí vložili všechno a takřka zbytečně. O této prohře se Gándhí ve svém životopise nezmiňuje, leč byla jistě vážná. Avšak než se stačil vzpamatovat, čekal ho další úkol – v okrese Khaira vypukl hlad a zemědělci žádali snížení daní na toto období. Gándhí doporučil satjágrahu. Sepsali zprávu, ve které jasně odmítli platit daně i za cenu uvěznění, nebo i života. Opět zvítězili (po věznění a utrpení, jak tomu bylo pokaždé). Po těchto bojích se Gándhí opět vydal na válečnou konferenci do Anglie.
Zde hájil myšlenky Indů, usiloval o propuštění některých z nich (zejména bratrů Aliů). Oplátkou Britům opět slíbil válečnou podporu. Začal osobně rekrutovat na území Indie, ale setkal se s nevolí a pramalým úspěchem. V těch dnech vážně onemocněl úplavicí, která vyústila v zánět slepého střeva. Odmítal jakoukoli lékařskou pomoc i léky, vědom si vlastního zavinění na této nemoci. V té době válka skončila a rekrutů už nebylo zapotřebí. Gándhí trpěl a slábl každým dnem, ocitl se nad propastí smrti. A přece se začal uzdravovat (po operaci, s níž zásadně nesouhlasil, ale neměl sil se jí vzepřít). Ač stále upoután na lůžko, měl další úkol. Trnem v oku mu byl Rowlattský výbor, který drasticky zasahoval proti revolučnímu hnutí v Bengálsku. Byla vytvořena zvláštní, elitní skupina Satjágraha Sabha. Gándhí se potřeboval nutně uzdravit, a tak porušil ve jménu revoluce další ze svých zásad a pil mléko. Uzdravil se rychle, ale porušení tohoto slibu navždy nalomilo jeho ducha…
Gándhí si nebyl jist postupem satjágrahy proti Rowlattskému návrhu, bude-li uzákoněn. Zákon padl a ještě té noci měl Gándhí vnuknutí. Rozhodl se vyhlásit po celé zemi den modliteb, hartál. A vskutku – 6. dubna celá Indie, od jednoho konce k druhému, města i vesnice, zachovávala v ten den úplný hartál. Vláda zareagovala proti této revoluci násilně. A Gándhí protiútokem zahájil občanskou neposlušnost, pasivní rezistenci – satjágrahu.
Na krátké období přispěl ke spojení hindů a muslimů, ale tato otázka byla složitější. Nepřátelství mezi oběma náboženstvími využívala vláda Británie. To se Gándhímu nelíbilo a zahájil jednadvacetidenní půst. Ale téměř zbytečně. Po celý zbytek života bude Gándhí bojovat za sjednocení muslimů a hindů. Zasedal s muslimy a hindy a snažil se je dát dohromady. Na protest vůči tomuto nepřátelství podstoupil půst, ale s pramalým úspěchem.
Ale protentokrát bylo spojenectví ustanoveno. Dále netoleroval daň ze soli a nechal tisknout zakázanou literaturu. Společnost byla zhypnotizována. Lidé si kupovali knihy, nedbajíce nebezpečí z uvěznění. Gándhí byl tentokrát zatčen jako první, ale záhy byl propuštěn. Vláda měla strach z reakce lidu na tento čin. A tehdy Gándhí narazil na další svůj obrovský omyl. Vzpoura přešla v násilí a rozlícený dav musel být rozprášen jízdní policií. A přece Gándhí stále tvrdil: „Lid nemá povahu násilnickou, nýbrž mírumilovnou.“ Gándhí nakonec pochopil, že stávka se mu vymkla z rukou. Ve svém životopise nezmínil asi nejstrašnější důsledek svého jednání. 13. dubna 1919 bylo na pokojné manifestaci v Amritsaru jednotkami generála Dyera zmasakrováno na tisíc Indů a okolo jedenácti set jich bylo zraněno. Místoguvernér O'Dwyer vyhlásil o dva dny později v Paňdžábu stanné právo. Následná vlna represí a zatýkání v mnoha dosud loajálních Indech definitivně zlomila důvěru v britskou vládu.
Gándhí promluvil k lidu o skutečné podstatě satjágrahy a byl nespokojen s násilím, které vykvetlo v jeho přívržencích. Nemělo to však žádný účinek, a tak sám satjágrahu odvolal. Seznal, že satjágraha v takovém rozsahu se nedá uhlídat, a vědom si následků a krveprolití svůj omyl veřejně přiznal. Ale víc se tím nezaobíral. Rovněž si neuvědomoval, že některé v podstatě hinduistické metody satjágrahy se příčí muslimům a mimoděk tak zvyšují napětí mezi oběma náboženskými komunitami.
Poté dosáhl velkých úspěchů na Armitranském kongresu, kterého se jako vážený člen zúčastnil. Dal Indům velkou svobodu a konečně také dospěl k podstatě své víry: „Není jiného Boha než Pravdy.“
Dne 1. srpna 1920 Gándhí zahájil svou kampaň nespolupráce s Brity, když vrátil úřadům tři medaile, které obdržel za búrské války. O svém plánu brzy přesvědčil na mimořádném sjezdu v Kalkatě také Kongres, který se během několika dalších let proměnil z honoračního seskupení elit v masovou politickou stranu s jasným programem a strukturou. Přestože Gándhí jen málokdy zastával v Kongresu nějakou výkonnou funkci, platil za jeho politického guru.
V prosinci 1921 vyhlásil Gándhí hnutí občanské neposlušnosti, které mělo přerůst v revoluci. 5. února 1922 však došlo k incidentu ve vesnici Čaurí Čaura, při níž účastníci původně pokojné demonstrace zapálili místní policejní stanici, v níž uhořelo 22 policistů. Gándhí to považoval za osobní politické selhání, hnutí občanské neposlušnosti okamžitě odvolal, a to posléze zaznamenalo velký odliv příznivců. V březnu 1922 byl Gándhí za naprostého nezájmu veřejnosti zatčen a odsouzen k šestiletému vězení. V lednu 1924 jej však postihl akutní zánět slepého střeva a musel být za dramatických okolností operován. To mu zajistilo znovu pozornost a přízeň veřejnosti a 5. února 1924 byl omilostněn. Za dva roky, které strávil za mřížemi, však národně-osvobozenecké hnutí upadlo a ze sjezdu Kongresu v roce 1924 Gándhí odešel poražen.

### Gándhí a nedotknutelnost
Dalším Gándhího cílem bylo odstranit společenskou diskriminaci nedotknutelných, pro které navrhoval označení haridžané (boží lidé). Na rozdíl od ostatních reformátorů se však Gándhí nesnažil zrušit indický kastovní systém jako celek, ale spíše dosáhnout společenského uznání pro nízké a nedotknutelné kasty. Vůdce nedotknutelných Bhímráo Rámdží Ámbédkar však kritizoval Gándhího i další vůdce Indického národního kongresu za přílišný konzervatismus a zbytečný patos, kterým se ničeho nedosáhne. Místo toho sám navrhl britské vládě systém oddělené volební kurie pro nedotknutelné. Když v září 1932 Britové s jeho návrhem souhlasili, zahájil Gándhí další ze svých protestních hladovek, neboť podle něj by zvláštní práva pro nedotknutelné rozvrátila hinduistickou společnost. Tím donutil Ámbédkara ustoupit a obě znesvářené strany se nakonec 24. září 1932 dohodly na společném kompromisu, jehož výsledkem byl tzv. Púnský pakt, který zaručil „utlačovaným třídám“ rezervovaná místa v zákonodárných sborech.

### Boj o nezávislost a poslední kázání
Dne 26. ledna 1930 začal boj o nezávislost. Celá Indie – zemědělci, řemeslníci, obchodníci i prostý lid – odmítala nadále spolupracovat s Británií. Vše řídil jednašedesátiletý Mahátma Gándhí. Dne 6. dubna ráno, když došel na konec své téměř čtyřicetidenní pouti, porušil zákon, podle něhož měla Británie monopol na produkci soli a tisíce přívrženců stály za ním. Během této doby – absolutní občanské neposlušnosti – uvrhla vláda do vězení na 60 000 Indů. Gándhí byl opět vězněn.
Než se tak stalo, vstoupil roku 1935 do strany Kongresu a stal se jejím neoficiálním vůdcem, tudíž i celé Indie. Zastupoval ji a při jednání s Brity postupně zlepšoval její postavení. Vypukla druhá světová válka. Gándhí sice odsuzoval Hitlera i nacismus, přesto odmítl slepě pomáhat Anglii. 7. prosince 1941 přišla válka i na Východ. Britové se snažili přesvědčit indický Kongres o příslibu pomoci, ale stále nechtěli v Indii vyhlásit nezávislost. Najednou však stála okupace před branami Indie. Už nebylo možné ustoupit. Vedení Kongresu včetně Gándhího bylo britskou vládou uvězněno. Lid povstal ve své zuřivosti a bojoval proti britské vládě všemi prostředky. Ta odpověděla střelbou. Vesnice byly bombardovány a za oběť padlo na 25 tisíc Indů. Zatímco Británie bojovala na Západě i Východě proti fašismu, v Indii vraždila podobně jako její nepřátelé. Odpor Indů byl potlačen. Nastal hladomor, který zahubil 3,4 miliónů lidí. V té době zemřela na zápal plic také Mahátmova manželka Kasturba poté, co Gándhí nedovolil lékařům, aby jí podali penicilin, který odmítal jako zahraniční lék. Krátce na to byl Gándhí propuštěn. Musel toho hodně co napravovat. Okupační vojska se stáhla, ale země krvácela. Opět se začaly vyhrocovat hiduisticko-muslimské rozpory, a kromě toho vrcholil boj o nezávislost. Británie už nebyla proti, ale problémem byla otázka vlády. Proti Kongresu totiž nyní stála Muslimská liga, druhá mocná frakce. Gándhí se vrátil do rozdělené země. Muslimové vyhlásili 16. srpna 1946 džihád (svatou válku). Vraždili hinduisty a násilně je nutili k uznání islámu. Na to reagovali hinduisté masakrováním muslimů a Gándhí nebojácně kráčel mezi nimi, jako by mu už nikdo z nich nemohl ublížit. Více už mu ublížit nemohli, byl pokořen, když viděl zkázu, ale přesto kráčel a hlásal mír. Británie se rozhodla osvobodit Indii pod podmínkou, že bude země rozdělena na Pákistán a Hindustán. Najednou byl Gándhí jen poutníkem, byl jediný, kdo s tím nesouhlasil – lid byl lačný po svobodě. 15. srpna 1947 byla vyhlášena svobodná Indie dvou dominií. Gándhího v jeho 77 letech přepadl hluboký smutek. Vše, pro co tak dlouho bojoval, se rozpadlo.
Nepokoje mezi hinduisty a muslimy však pokračovaly i po vyhlášení nezávislosti a přerostly ve válku mezi oběma zeměmi. Ta se rozpoutala poté, co pákistánské vojenské jednotky vtrhly do Kašmíru, jehož právní status nebyl prozatím vyřešen. Indická vláda reagovala mimo jiné tím, že zastavila převod 550 milionů rupií do Pákistánu, což byla součást dohody o rozdělení. Gándhí na protest vyhlásil další ze svých časově neomezených hladovek, dokud se obě strany nedohodnou a nesmíří. Indická vláda tak nakonec zrušila své rozhodnutí a peníze do Pákistánu poslala. Tím se potvrdilo, že Gándhí ani zdaleka neztratil svůj vliv.
Transakce ovšem vzbudila nesouhlas mezi představiteli hinduistické komunity, kteří kritizovali vládu i Gándhího za zbytečné ústupky Pákistánu. Skupina hinduistických radikálů s vazbami na organizace Hindú mahásabha a Ráštríj svajamsévak sangh se proto rozhodla Gándhího odstranit. První pokus o pumový atentát 14. ledna 1948 byl neúspěšný. 30. ledna však hinduistický aktivista Nathuram Gódsé zastihl Gándhího při večerní procházce v Novém Dillí a usmrtil jej pistolí. Gódsé se okamžitě dobrovolně vzdal policii, v soudním procesu byl později odsouzen k smrti oběšením a 15. listopadu 1949 popraven.
Móhandás Karamčand Gándhí zemřel s modlitbou na rtech ve věku 78 let. Za jeho rakví kráčel milionový průvod a jeho popel byl vhozen do soutoku u řeky Gangy. Mnoho zástupců států z celého světa mu přijelo vzdát hold.
Jeho smrt dala za pravdu jeho myšlenkám a Indie konečně dosáhla svobody. To, jak Gándhí ovlivnil své následovníky, snad nejlépe demonstrují slova Džaváharlála Néhrúa: „Budoucnost náleží nám. Ať půjdeme kamkoli, ať jsme jakkoli hodni Indie, máme ještě onu sílu, kterou nám dal náš učitel. Ta síla nevychází jen z něho, ale rovněž z jeho poselství, a já se dnes i každý další úsvit slavnostně zavazuji k službě vlasti a ideálům, které před nás Gándhí postavil …“